# Salvador Garcia i Puig
Salvador Garcia i Puig (Sant Adrià del Besòs, 4 de març de 1961) és un exfutbolista català, que ocupava la posició de defensa. Va ser internacional amb la selecció espanyola.
Format al planter del FC Barcelona, arriba al Barcelona Atlètic a principis de la dècada dels 80. En 1982 és cedit al Reial Saragossa, amb qui debuta a la màxima categoria. Romandria cedit dos anys a l'equip aragonès i destaca sobretot a la lliga 83/84, en la qual juga 32 partits i dona el salt a nivell internacional.
El Barcelona el repesca el 1984, encara que de nou passa al filial. A la 85/86 és cedit a l'Hèrcules CF. Finalment, accedeix al primer equip blaugrana a la temporada 86/87, en la qual només juga dos partits de Lliga. Hi romandria tres campanyes al Camp Nou, sent suplent en totes elles, i tan sols compta per a la 87/88.
L'estiu de 1989 fitxa pel CD Logroñés. Eixe any és titular amb els riojans, però la seua aportació minva fins a la seua retirada el 1992. En total, va disputar 155 partits i va marcar un gol a primera divisió.
Salva va jugar amb la selecció espanyola en sis ocasions. Va participar en l'Eurocopa de 1984, en la qual va disputar la final, que els espanyols van perdre davant l'amfitriona, França.

## Palmarès
- Copa del Rei: 1988
- Recopa d'Europa: 1989